# Isolabona
 Isolabona (ligur nyelven Valebòna) egy olasz község Liguria régióban, Imperia megyében

## Földrajz

Isolabona község Imperia megye térképén

Imperiától 52 km-re helyezkedik el.
A vele szomszédos települések Apricale, Dolceacqua, Pigna és Rocchetta Nervina.

## Fordítás
- Ez a szócikk részben vagy egészben  az    Isolabona című olasz Wikipédia-szócikk fordításán alapul.  Az eredeti cikk szerkesztőit annak laptörténete sorolja fel. Ez a jelzés csupán a megfogalmazás eredetét és a szerzői jogokat jelzi, nem szolgál a cikkben szereplő információk forrásmegjelöléseként.